# Saint-Solen
Saint-Solen est une ancienne commune française des Côtes-d'Armor. Elle est rattachée depuis 1973 à Lanvallay.

## Toponymie
Saint-Solen fait référence à l'évêque Solen, compagnon de saint Pallade.

## Géographie
Saint-Solen se situe dans le nord-est du département des Côtes d'Armor, juste à l'est de Lanvallay, à environ 4 km à l'est à vol d'oiseau de Dinan.

## Histoire
La paroisse est érigée en commune en 1790 à la Révolution française. Le 1er janvier 1973, elle est rattachée à la commune de Lanvallay

### Le XXe siècle

#### Les guerres du XXe siècle

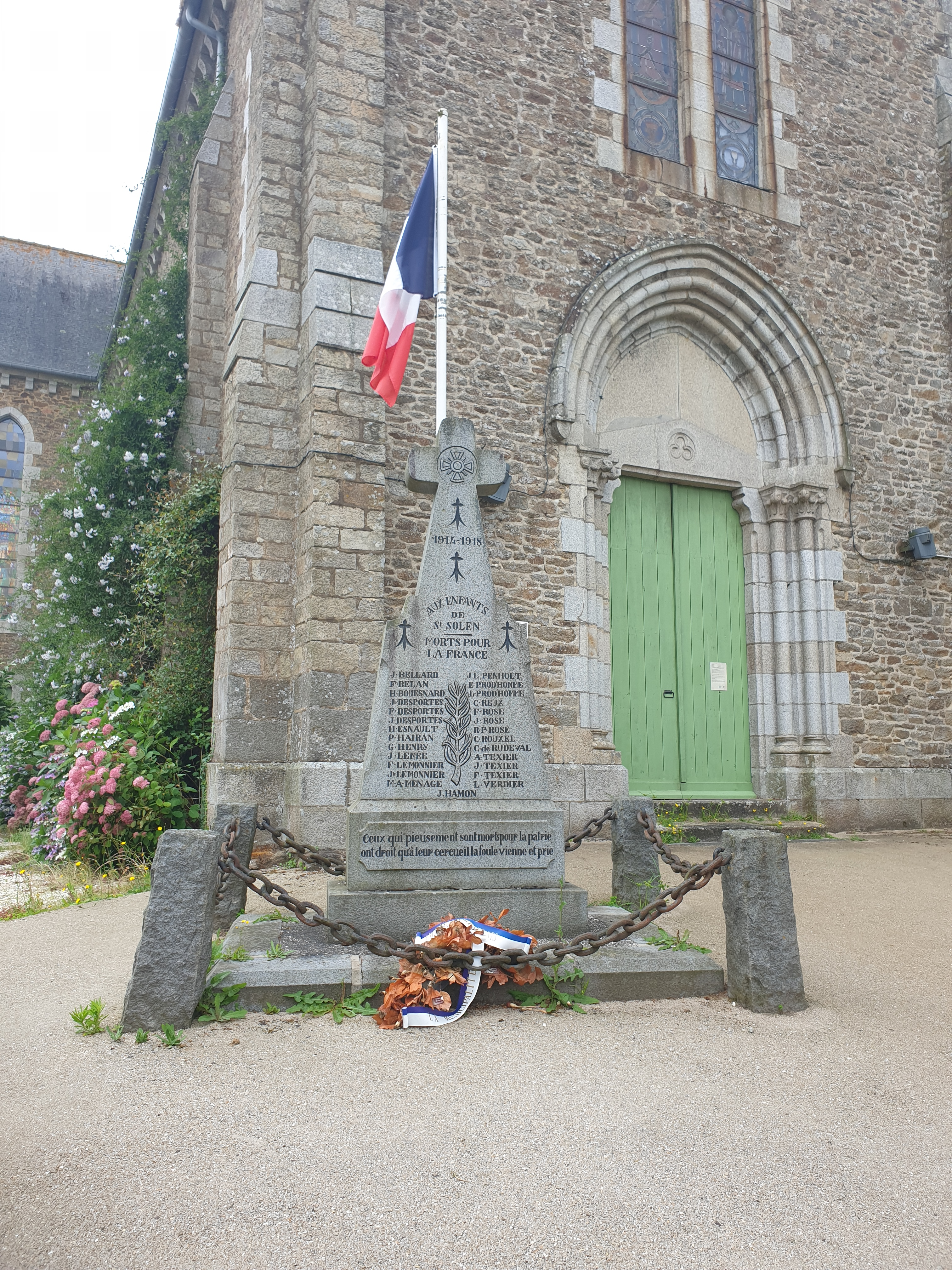
Monument aux morts de Saint-Solen sur le parvis de l'église

Le monument aux Morts porte les noms des 31 soldats morts pour la Patrie :
- 27 sont morts durant la Première Guerre mondiale.
- 3 sont morts durant la Seconde Guerre mondiale.
- 1 est mort durant la Guerre d'Indochine.

## Politique et administration
| Période                                  | Période | Identité                                         | Étiquette | Qualité                                                |
| ---------------------------------------- | ------- | ------------------------------------------------ | --------- | ------------------------------------------------------ |
| Les données manquantes sont à compléter. |         |                                                  |           |                                                        |
| 1806                                     | 1807    | Jean Hamoniaux                                   |           |                                                        |
| 1807                                     | 1808    | Jean Lorre                                       |           |                                                        |
| 1808                                     | 1813    | M. Ferron de la Verrie                           |           |                                                        |
| 1813                                     | 1817    | Henry-Malo Ferron                                |           |                                                        |
| 1817                                     | 1819    | Jean-Augustin Ferron Frère du précédent          |           | Cultivateur Décédé en fonction                         |
| 1819                                     | 1819    | Jean Heuzé                                       |           | Adjoint, maire provisoire                              |
| 1819                                     | 1826    | Jean Lorre                                       |           |                                                        |
| 1826                                     | 1831    | Louis-Henri de Ferron de la Vairie (1772-1842)   |           |                                                        |
| 1831                                     | 1833    | Jean Hamoniaux                                   |           | Démissionnaire                                         |
| 1833                                     | 1857    | Julien Gabillard                                 |           | Premier adjoint du précédent, nommé maire              |
| 1857                                     | 1860    | Jean Hamoniaux                                   |           |                                                        |
| 1860                                     | 1867    | Joseph Gabillard                                 |           |                                                        |
| 1867                                     | 1875    | Michel Lorre                                     |           |                                                        |
| 1875                                     | 1890    | Amédée de Ferron                                 |           |                                                        |
| 1890                                     | 1894    | M. Desportes                                     |           |                                                        |
| 1894                                     | 1896    | Jean Lorre                                       |           |                                                        |
| 1896                                     | 1897    | M. Rouxel                                        |           |                                                        |
| 1897                                     | 1901    | Joseph Thomas                                    |           |                                                        |
| 1901                                     | 1912    | François Lorre                                   |           |                                                        |
| 1912                                     | 1925    | Vicomte Alain de Ferron de la Vairie (1838-1933) |           | Général de division du cadre de réserve                |
| 1925                                     | ?       | Marie-Ange Davy                                  |           |                                                        |
| Les données manquantes sont à compléter. |         |                                                  |           |                                                        |
| 1945                                     | 1961    | Louis Fauvel(1909-1993)                          | PCF       | Tourneur sur bois Démissionnaire pour raisons de santé |
| 1961                                     | 1971    | Henri Gruénais                                   | DVD       |                                                        |
| 1971                                     | 1973    | Henri Lucas                                      |           |                                                        |

| Période | Période | Identité                 | Étiquette | Qualité                                                |
| ------- | ------- | ------------------------ | --------- | ------------------------------------------------------ |
| 1973    | 1983    | Henri Lucas              |           |                                                        |
| 1983    | 1989    | Henri Lavoué (1921-2014) |           | Officier des Palmes académiques                        |
| 1989    | 2001    | Joël Pestel (1957- )     |           | Agent hospitalier à Dinan                              |
| 2001    | 2003    | Thierry Rioche           |           | Démissionnaire                                         |
| 2003    | 2008    | Stéphen Papail           |           |                                                        |
| 2008    | 2012    | Yves Lejard              |           | Comptable, adjoint au maire de Lanvallay (2013 → 2014) |

## Démographie
| 1911 | 1921 | 1926 | 1931 | 1936 | 1946 | 1954 | 1962 | 1968 |
| ---- | ---- | ---- | ---- | ---- | ---- | ---- | ---- | ---- |
| 546  | 452  | 452  | 445  | 427  | 415  | 442  | 394  | 378  |

## Lieux et monuments

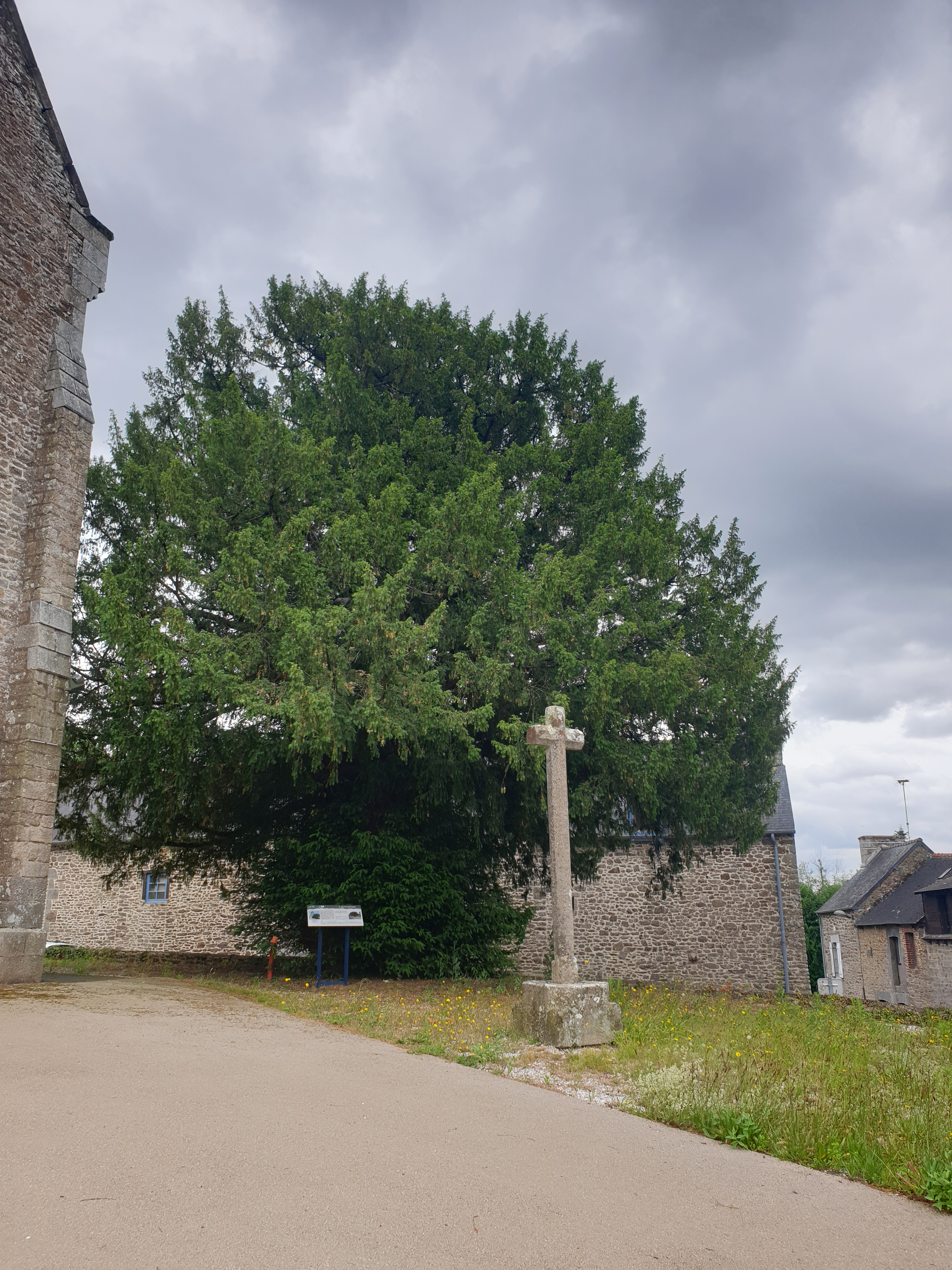
If de Saint-Solen

Dans l'enclos paroissial, se dresse un if, classé arbre remarquable et dont l'age est estimé entre 600 et 800 ans.